# Thủ tướng Ethiopia
Thủ tướng Ethiopia (tiếng Amhara: የኢትዮጵያ ጠቅላይ ሚኒስትር, đã Latinh hoá: Ye-Ītyōṗṗyā t’ek’ilay mīnīsitir) là người đứng đầu chính phủ của Ethiopia và tổng tư lệnh Lực lượng Quốc phòng Ethiopia. Thủ tướng là nhân vật chính trị quyền lực nhất tại Ethiopia. Nơi ở chính thức của thủ tướng là Cung điện Menelik ở Addis Ababa. Thủ tướng được bầu từ các thành viên của Viện Đại biểu nhân dân và trình bày cương lĩnh của chính phủ. Thủ tướng phải được Viện Đại biểu nhân dân tín nhiệm để giữ chức vụ.
Thủ tướng đương nhiệm là Abiy Ahmed, giữ chức vụ từ ngày 2 tháng 4 năm 2018. Ông cũng là Thủ tướng thứ ba của Cộng hòa Dân chủ Liên bang Ethiopia.

## Đề cử và bổ nhiệm Thủ tướng
Sau mỗi cuộc tổng tuyển cử, Ủy ban Bầu cử Quốc gia sẽ thông báo kết quả chính thức. Dựa trên kết quả được công bố, Tổng thống Ethiopia sẽ đề cử lãnh đạo của đảng dành đa số ghế trong Viện Đại biểu nhân dân trở thành Thủ tướng được chỉ định để thành lập Chính phủ Liên bang. Nếu không đảng nào dành đa số ghế, Tổng thống sẽ mời lãnh đạo của liên đảng dành đa số để thành lập một Chính phủ liên minh.
Thủ tướng được chỉ định cần giành được sự tín nhiệm của 2/3 số Nghị sĩ trong Viện Đại biểu nhân dân để được chính thức bổ nhiệm làm Thủ tướng. Sau khi được bổ nhiệm, Thủ tướng sẽ trình diện trước Viện Đại biểu nhân dân và tuyên thệ trung thành với Hiến pháp, với nhân dân Ethiopia.

## Phó Thủ tướng
Điều 76 của Hiến pháp Ethiopia quy định rằng: 
"Hội đồng Bộ trưởng bao gồm Thủ tướng, Phó Thủ tướng, các Bộ trưởng và các thành viên khác có thể được luật định." 
Điều 75 của Hiến pháp quy định Phó Thủ tướng chịu trách nhiệm trước Thủ tướng. Phó Thủ tướng thực hiện các nhiệm vụ do Thủ tướng giao phó, đồng thời thay mặt Thủ tướng Chính phủ khi ông vắng mặt.